# 尊闻堂
尊闻堂位于浙江省嘉兴市嘉善县西塘镇西街社区下西街石皮弄3号（西侧），狭窄的石皮弄东侧即种福堂。其中堂内的百寿厅堪称一绝。
尊闻堂始建于元末明初，为名门望族王氏的旧宅，正门朝北开。世祖为宋代的御营司都统制王渊。清代王氏经商致富以后，又在东侧购地兴建种福堂。
尊闻堂前后七进，进深100余米，结构与种福堂相似而规模略小，以厅堂5米长的主梁上所刻的百寿图案著称。
2004年1月7日，尊闻堂公布为嘉善县文物保护单位。